# دوروثي إم. جونسون
دوروثي إم. جونسون (بالإنجليزية: Dorothy M. Johnson)‏ (19 ديسمبر 1905، مكغريغور في الولايات المتحدة - 11 نوفمبر 1984، ميسولا في الولايات المتحدة)؛أستاذة جامعية وروائية أمريكية.

## الجوائز
- دكتوراه فخرية

## روابط خارجية
- دوروثي إم. جونسون على موقع IMDb (الإنجليزية)
- دوروثي إم. جونسون على موقع قاعدة بيانات الفيلم (الإنجليزية)